# Drapeau d'Aruba
Le drapeau d'Aruba a été adopté le 18 mars 1976.
Le site officiel du gouvernement d'Aruba décrit la signification du drapeau d'Aruba :
« Le drapeau d'Aruba comprend quatre couleurs : jaune tapant, bleu dauphinelle, rouge Union Jack et blanc. Chacune de ces couleurs a sa signification : le bleu représente la mer qui entoure Aruba ; le jaune est la couleur de l'abondance, représentant les industries aurifère, de l'aloès et pétrolière d'hier et d'aujourd'hui ; le rouge représente l'amour que chaque habitant d'Aruba porte à son pays et l'ancienne industrie du « bois brésil » ; et le blanc symbolise les plages de sable blanc et la pureté des cœurs du peuple d'Aruba, toujours en quête de justice, d'ordre et de liberté.»